# 高松市立太田小学校
高松市立太田小学校（たかまつしりつ おおたしょうがっこう）は、香川県高松市伏石町にある市立小学校。

## 概要
高松市の中部、南北に細長い太田地区のほぼ中央に位置している。周辺は戦後高松市のベッドタウンとして人口が急増し、2回にわたって校区内に新校が設置されて校区が分割されている。
全校児童数は一貫して増加を続け、2009年度には900人を突破した。また、高松市内の公私全58小学校中、栗林・太田南・国分寺南部に次いで第4位の児童数であり、このまま増加を続ければ2009年時点において僅差であった国分寺南部小を抜いて第3位になる勢いである。

## 学校データ
- 児童数：910人（2009年度[1]）
- 児童愛称：太田っ子

学校施設（2008年5月1日時点）
- 普通教室：26教室
- 特別教室：12教室
- 校舎面積：6181m2
- 体育館面積：1053m2

服装規定
- 制服：あり（通年必用）
- 防寒着：厳冬時着用可能

## 歴史

### 年表
- 1897年（明治30年）4月1日 - 太田尋常小学校・伏石尋常小学校・今里簡易小学校を統合し、太田村立太田尋常小学校開校。新校舎を現在位置に完成。児童数267名。
- 1947年（昭和22年）4月1日 - 高松市立太田小学校に改称。PTA発足。
- 1956年（昭和31年） - プール設置（25m×4コース）。校歌制定。
- 1968年（昭和43年）3月 - 運動場用地500坪買収。
- 1968年（昭和43年）11月 - 西運動場用地1333坪買収。
- 1974年（昭和49年）4月1日 - 校区内に高松市立中央小学校新設。校区指定変更によって211名転出。
- 1976年（昭和51年）4月1日 - 校区内に高松市立太田南小学校新設。校区指定変更によって724名転出。

### 全校児童数の推移
太田小学校の児童数は年々増加している。
- 1999年度：753人
- 2000年度：755人（+2人）
- 2001年度：766人（+11人）
- 2002年度：809人（+43人）
- 2003年度：773人（-36人）
- 2004年度：804人（+31人）
- 2005年度：849人（+45人）
- 2006年度：852人（+3人）
- 2007年度：859人（+7人）
- 2008年度：893人（+34人）
- 2009年度：910人（+17人）

## 通学区域
通学区域は高松市太田地区の一部。卒業後の進学先中学校が異なる2地域に分けて記載する。
1.
今里町
今里町一丁目（栗林小学校区を除く）
伏石町987番地～1044番地、1296番地～1429番地、1499番地, 1515番地～1620番地、2001番地～2054番地
三条町61番地～71番地、314番地～526番地、533番地～676番地、694番地3
2.
伏石町707番地～743番地、838番地2・6、839番地2・4、842番地～985番地、1045番地～1088番地、2055番地～2077番地、2087番地～2090番地、2108番地～2112番地、2124番地～2127番地
三条町14番地～60番地、72番地～313番地、527番地1、528番地、531番地、532番地
太田下町（太田南小学校区を除く）

## 進学先中学校
- 高松市立桜町中学校（1.の通学区域）
- 高松市立太田中学校（2.の通学区域）

## 校区内の主な施設
- 高松東バイパス
- サン・フラワー通り
- ゆめタウン高松（鶴尾校区との境界部分）
- 高松地方気象台
- 高松市役所太田出張所

## 交通
- ことでん琴平線三条駅より徒歩24分（1.3km）
- ことでんバスショッピング・レインボー循環バス ホンダカーズ香川太田店前バス停より徒歩8分（0.4km）